# Réservoir Mitchinamecus
Réservoir Mitchinamecus är en sjö i Kanada.   Den ligger i provinsen Québec, i den sydöstra delen av landet, 220 km norr om huvudstaden Ottawa. Réservoir Mitchinamecus ligger 385 meter över havet. Arean är 2,0 kvadratkilometer. Den sträcker sig 3,6 kilometer i nord-sydlig riktning, och 1,4 kilometer i öst-västlig riktning.
I omgivningarna runt Réservoir Mitchinamecus växer i huvudsak blandskog. Trakten runt Réservoir Mitchinamecus är nära nog obefolkad, med mindre än två invånare per kvadratkilometer.